# Гуелан
Гуелан (фр. Gouhelans) насеље је и општина у источној Француској у региону Франш-Конте, у департману Ду која припада префектури Безансон.
По подацима из 2011. године у општини је живело 112 становника, а густина насељености је износила 18,15 становника/km². Општина се простире на површини од 6,17 km². Налази се на средњој надморској висини од 280 метара (максималној 438 m, а минималној 265 m).

## Демографија
| 1962. | 1968. | 1975. | 1982. | 1990. | 1999. | 2011. |
| ----- | ----- | ----- | ----- | ----- | ----- | ----- |
| 99    | 113   | 89    | 88    | 83    | 116   | 112   |

График промене броја становника у току последњих година